# Virgílio do Carmo da Silva
Virgílio do Carmo da Silva SDB (Venilale, 27 november 1967) is een Oost-Timorees geestelijke en een kardinaal van de Rooms-Katholieke Kerk.
Silva trad op 31 mei 1990 in bij de congregatie van de Salesianen van Don Bosco. Hij studeerde filosofie en theologie in Manilla. Op 18 december 1998 werd hij priester gewijd. Van 2005 tot 2007 studeerde hij aan de Pauselijke Salesiaanse Universiteit in Rome, waar hij een licentiaat behaalde. In 2015 werd hij benoemd tot provinciaal van de Salesianen van Don Bosco in Oost-Timor en Indonesië.
Op 30 januari 2016 werd Silva benoemd tot bisschop van het bisdom Dili; zijn bisschopswijding vond plaats op 19 maart 2016. Toen het bisdom Dili op 11 september 2019 werd verheven tot aartsbisdom, werd Silva daarvan de eerste aartsbisschop.
Silva werd tijdens het consistorie van 27 augustus 2022 kardinaal gecreëerd. Hij kreeg de rang van kardinaal-priester. Zijn titelkerk werd de Sant'Alberto Magno.